# Zelotes pseudoapricorum
Zelotes pseudoapricorum este o specie de păianjeni din genul Zelotes, familia Gnaphosidae, descrisă de Schenkel, 1963. Conform Catalogue of Life specia Zelotes pseudoapricorum nu are subspecii cunoscute.